# Ruleville
Ruleville és una població dels Estats Units a l'estat de Mississipi. Segons el cens del 2000 tenia 3.234 habitants.

## Demografia
Segons el cens del 2000, Ruleville tenia 3.234 habitants, 1.020 habitatges, i 774 famílies. La densitat de població era de 493,5 habitants per km².
Dels 1.020 habitatges en un 36,6% hi vivien nens de menys de 18 anys, en un 35,5% hi vivien parelles casades, en un 34,6% dones solteres, i en un 24,1% no eren unitats familiars. En el 21,4% dels habitatges hi vivien persones soles l'11,7% de les quals corresponia a persones de 65 anys o més que vivien soles. El nombre mitjà de persones vivint en cada habitatge era de 3,03 i el nombre mitjà de persones que vivien en cada família era de 3,55.
Per edats la població es repartia de la següent manera: un 31,3% tenia menys de 18 anys, un 11,2% entre 18 i 24, un 23% entre 25 i 44, un 19,2% de 45 a 60 i un 15,3% 65 anys o més.
L'edat mediana era de 31 anys. Per cada 100 dones de 18 o més anys hi havia 71,5 homes.
La renda mediana per habitatge era de 21.351 $ i la renda mediana per família de 23.036 $. Els homes tenien una renda mediana de 25.104 $ mentre que les dones 21.063 $. La renda per capita de la població era d'11.664 $. Entorn del 29,5% de les famílies i el 36% de la població estaven per davall del llindar de pobresa.

## Poblacions properes
El següent diagrama mostra les poblacions més properes.